# Gori vatra
"Gori vatra" (tradução portuguesa: "O fogo está queimando") foi a canção que representou a antiga Jugoslávia no Festival Eurovisão da Canção 1973, interpretada em servo-croata por Zdravko Čolić. Foi a nona canção a ser interpretada na noite do festival, a seguir à canção suíça "Je vais me marier, Marie", interpretada por Patrick Juvet e antes da canção italiana "Chi sarà", interpretada por Massimo Ranieri. Terminou a competição em 15.º lugar, tendo recebido um total de 65 pontos.

## Autores
- Letrista: Kemal Monteno
- Compositor: Kemal Monteno
- Orquestrador: Esad Arnautalić

## Letra
A canção é uma balada de amor, com o intérprete Zdravko Čolić afirmando que o amor entre eles estava queimando dentro deles (possivelmente nos seus corações). Mais uma canção que faz lembrar o verso de Luís Vaz de Camões: "O amor é fogo que arde sem se ver".